# Konstantinos Papadakis (político)
Konstantinos Papadakis (em grego:  Κωνσταντίνος Παπαδάκης; nascido em 18 de abril de 1975 em Atenas) é um político grego. Em 2014, foi eleito para o Parlamento Europeu para representar o Partido Comunista da Grécia.

## Membro do Parlamento Europeu
Nas eleições para o Parlamento Europeu de 2014, foi eleito um dos dois eurodeputados da lista do Partido Comunista da Grécia (KKE). Ele não é inscrito, não é filiado a nenhum grupo parlamentar. No entanto, é membro da Comissão de Desenvolvimento Regional, da Delegação para as Relações com o Conselho Legislativo Palestiniano e da Delegação à Assembleia Parlamentar da União para o Mediterrâneo.